# Ian Gomez
Ian Braque Gomez (ur. 27 grudnia 1964 w Nowym Jorku) – amerykański aktor telewizyjny i filmowy.

## Życiorys

### Wczesne lata
Urodził się w Nowym Jorku w rodzinie pochodzenia portorykańskiego, rosyjskiego i żydowskiego. Jego matka była tancerką, a ojciec artystą. Wkrótce przeniósł się do Chicago, gdzie dołączył jako stand-uper do chicagowskiej grupy improwizacji ImprovOlympia, do której należeli: zmarły Chris Farley, Jon Favreau, Pat Finn, Tim Meadows i Rachel Dratch.

### Kariera
W latach 1994–2005 grał postać Larry’ego Almady, współpracownika Drew w firmie Winfred-Louder w sitcomie ABC The Drew Carey Show. W latach 1998–2002 ponownie spotkał się na planie z Drew Careyem w sitcomie ABC Whose Line Is It Anyway?. W serialu The WB Felicity (1998–2002) wystąpił w roli Javiera Clemente Quintaty. Pojawił się także w teledysku do piosenki Alanis Morissette „Hands Clean” (2002) i jako łysy szef kuchni w dwóch odcinkach sitcomu HBO Pohamuj entuzjazm (Curb Your Enthusiasm, 2002) z udziałem Teda Dansona i Michaela Yorka. W serialu komediowym ABC Jake in Progress (2005−2006) zagrał Adriana, szefa Jake’a Phillipsa (John Stamos) w agencji PR Magnum. Można go było też zobaczyć w jednym z odcinków serialu Zagubieni (Lost) – pt.: „Every Man for Himself”  (2006) w roli Munsona.

## Życie prywatne
5 września 1993 ożenił się z aktorką Nią Vardalos. Po ślubie przeszedł na greckie prawosławie. W 2008 Ian i Nia adoptowali córkę. 7 września 2018 doszło do rozwodu.

## Filmografia

### Filmy
- 1993: Niepohamowana siła jako Lucas
- 1999: Ed TV jako McIlvaine
- 2002: Moje wielkie greckie wesele jako Mike
- 2002: Poszlaka (TV) jako Nicholas Petrossian / Pan Orlando Walker
- 2003: Dickie Roberts: Kiedyś gwiazda jako dziwny człowiek
- 2004: Connie i Carla jako Stanley
- 2005: Tajniak z klasą jako detektyw Gallecki
- 2011: Larry Crowne. Uśmiech losu jako Frank
- 2019: Richard Jewell jako agent FBI Dan Bennet

### Seriale TV
- 1995: Świat według Bundych jako pracownik
- 1995–1996: Murphy Brown jako sekretarz nr 77, sekretarz naśladujący
- 1995–2004: The Drew Carey Show jako Larry Almada
- 1998: Melrose Place jako pracownik hotelu
- 1998: Inny w klasie jako Art Bruno
- 1998–2002: Felicity jako Javier Clemente Quintata
- 1999–2001: Norman w tarapatach jako Danny Sanchez
- 2002: Nowojorscy gliniarze jako Joel Robinson
- 2002: Pohamuj entuzjazm jako łysy szef kuchni
- 2006: Zagubieni jako Munson
- 2006: Reba jako terapeuta
- 2006: Siódme niebo jako psycholog
- 2007: Moje chłopaki jako Turk Vardell
- 2007: Herosi jako Art Dealer
- 2008: Jim wie lepiej jako detektyw
- 2008: Żniwiarz jako Jack King
- 2008: Rozwodnik Gary jako Paulie
- 2008–2009: Rita daje czadu jako Owen
- 2009: Powrót do życia jako asystent koronera Tom Santos
- 2009–2015: Cougar Town: Miasto kocic jako Andy Torres
- 2009: True Jackson jako Jobi Castanueva
- 2010: Bananowy doktor jako  Mac
- 2011: Chirurdzy jako
- 2011: Pępek świata jako sąsiad
- 2012: Klinika dla pluszaków jako samochód wyścigowy Ricardo (głos)
- 2012: Touch jako Wade
- 2012: Jej Szerokość Afrodyta jako Warren Patton
- 2016: The Real O’Neals jako Michael-Gregory
- 2016: Angel from Hell jako Oyster King
- 2016–2017: Supergirl jako Snapper Carr
- 2017: Przepis na amerykański sen jako Robert
- 2018: Po Bożemu jako ksiądz Gene
- 2019: Tata ma plan jako James
- 2019: Superstore jako Herb
- 2020: Nie ma lekko jako Brecken Phillips